# Abudefduf saxatilis

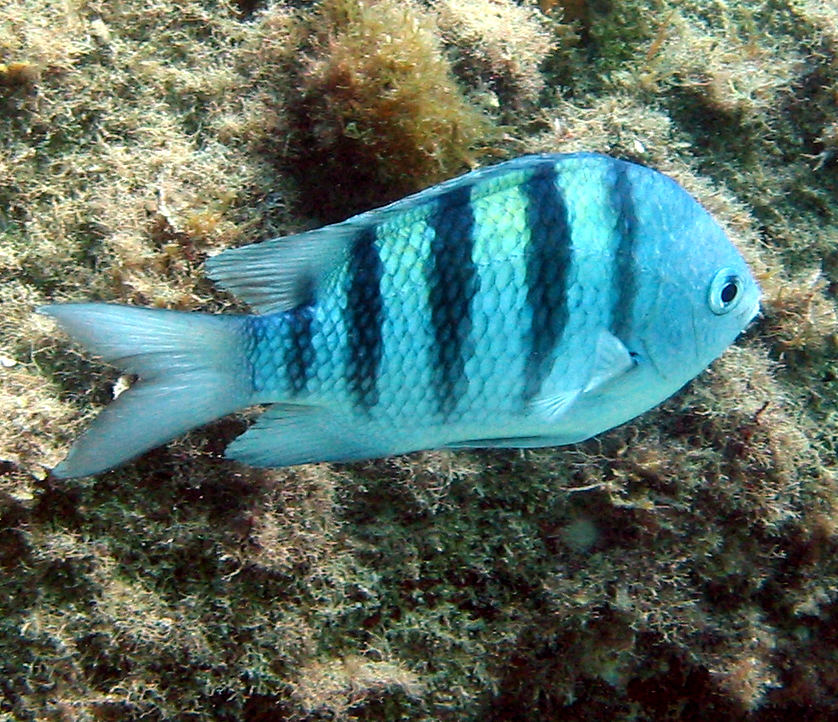
Maschio adulto

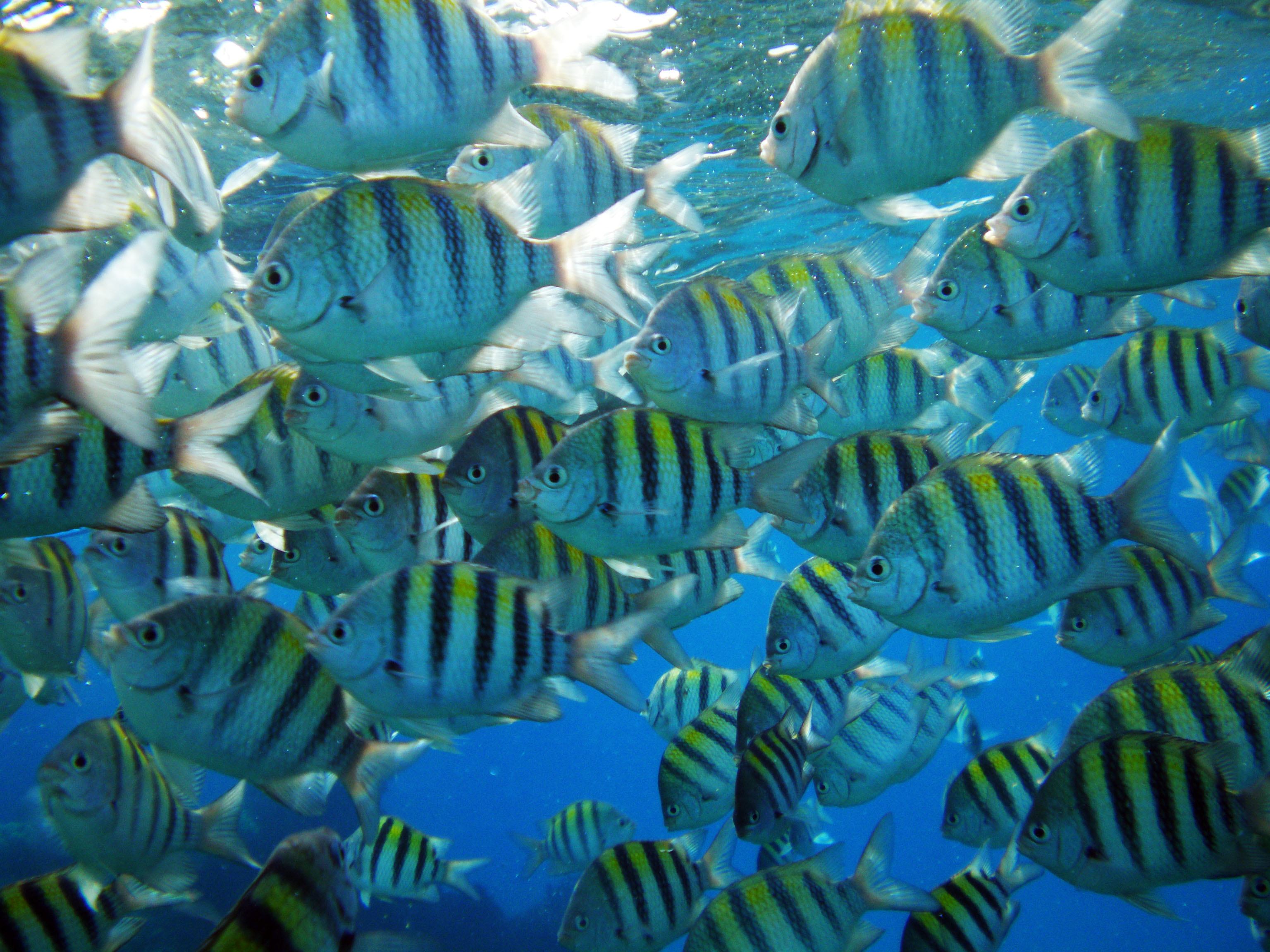
Branco di vari individui

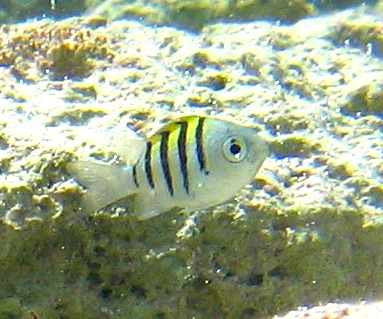
Individuo giovanile

Abudefduf saxatilis, noto come sergente maggiore è un pesce osseo marino della famiglia Pomacentridae.

## Distribuzione e habitat
Questo pesce è diffuso nelle fasce tropicali dell'Oceano Atlantico sia sulle coste americane che su quelle africano. È molto comune nel mar dei Caraibi. Nelle regioni tropicali degli oceani Pacifico e Indiano è sostituito dalla specie molto simile Abudefduf vaigiensis. Un esemplare è stato segnalato nel golfo di Napoli nel 1959, ma è stato poi attribuito alla specie indopacifica A. vaigiensis di provenienza lessepsiana.
Vive in acque basse nei pressi di scogliere o barriere coralline. Popola le fasce mediane dell'acqua, non troppo distante dal fondo. I giovanili frequentano le pozze di marea.

## Descrizione
Ha corpo alto e moderatamente compresso ai lati, a sezione ovoidale. La bocca è piccola. La pinna dorsale è unica, con la parte spinosa più lunga di quella a raggi molli, che però è più alta. La pinna anale ha 2 raggi spinosi. La pinna caudale è forcuta. Le scaglie sono grandi e coprono buona parte della testa la base delle pinne pari.
La colorazione è grigistra-azzurra con riflessi gialli su dorso e fianchi e biancastra sul ventre. Sui fianchi sono presenti 5 barre nere verticali; talvolta una sesta striscia è presente sul peduncolo caudale e una macchia nera è presente alla base della pinna pettorale. I maschi adulti che stanno facendo la guardia al nido sono uniformemente azzurro scuro con le barre scure meno vistose del solito. Quando presta il suo servizio di guardia alle uova, solitamente deposte su di un masso o un corallo, dimostra un carattere deciso e non si fa intimidire dalla vista dei sub. Spesso se ci si avvicina troppo al suo territorio è in grado di attaccare e, con la sua bocca piccola ma tagliente, può infliggere anche piccole ferite nelle parti più vulnerabili del corpo del malcapitato. Questo comportamento impavido gli è valso il soprannome di pesce sergente.
Misura fino a 23 cm ma la misura media non supera i 15 cm.

## Biologia
È una specie fortemente gregaria che forma banchi non compatti nelle aree di alimentazione.

### Alimentazione
Si ciba di zooplancton, invertebrati bentonici e materiale vegetale. I giovanili possono effettuare l'attività di pesci pulitori similmente a quella del Labroides dimidiatus su altri pesci e anche su tartarughe marine.

### Riproduzione
Le uova sono deposte sul fondo e vengono sorvegliate dal maschio. Le larve sono pelagiche.

## Pesca
Ha carni di nessun valore.

## Acquariofilia
Talvolta è allevato negli acquari marini.

## Nella cultura di massa
Flunder, protagonista secondario del film d'animazione La Sirenetta e dell'omonimo live-action tratti dal romanzo omonimo dello scrittore danese Hans Christian Andersen, appartiene a questa specie di pesce.